# Resolució 641 del Consell de Seguretat de les Nacions Unides
La Resolució 641 del Consell de Seguretat de les Nacions Unides, adoptada el 30 d'agost de 1989 després de reafirmar les resolucions 608 (1988), 636 (1989) i sabent de la deportació de cinc palestins per Israel als territoris ocupats el 27 d'agost de 1989, el Consell va condemnar les deportacions continuades i va reafirmar l'aplicabilitat del Quart Conveni de Ginebra referint-se a la protecció dels civils en temps de la guerra.
La resolució també va fer una crida a Israel per garantir el retorn segur i immediat dels deportats i cessar les deportacions de civils, que normalment són expulsats al Líban.
La resolució 641 fou aprovada amb 14 vots contra cap, amb l'abstenció dels Estats Units.